# Кого (Аляска)
Кого (англ. Cohoe) — переписна місцевість (CDP) в США, в окрузі Кенай штату Аляска. Населення — 1471 особа (2020).

## Географія
Кого розташоване за координатами 60°16′1″ пн. ш. 151°17′53″ зх. д. / 60.26694° пн. ш. 151.29806° зх. д. (60.266971, -151.298172).  За даними Бюро перепису населення США в 2010 році переписна місцевість мала площу 189,86 км², з яких 180,88 км² — суходіл та 8,98 км² — водойми.

## Демографія
Згідно з переписом 2010 року, у переписній місцевості мешкали 1364 особи в 600 домогосподарствах у складі 373 родин. Густота населення становила 7 осіб/км².  Було 894 помешкання (5/км²).
Расовий склад населення:
| - 89,5 % — білих - 4,5 % — корінних американців - 0,4 % — чорних або афроамериканців - 0,4 % — азіатів - 0,1 % — вихідців з тихоокеанських островів |

До двох чи більше рас належало 4,6 %. Частка іспаномовних становила 2,2 % від усіх жителів.
За віковим діапазоном населення розподілялося таким чином: 19,6 % — особи молодші 18 років, 68,9 % — особи у віці 18—64 років, 11,5 % — особи у віці 65 років та старші. Медіана віку мешканця становила 46,3 року. На 100 осіб жіночої статі у переписній місцевості припадало 117,2 чоловіків;  на 100 жінок у віці від 18 років та старших — 121,4 чоловіків також старших 18 років.
Середній дохід на одне домашнє господарство  становив 72 062 долари США (медіана — 57 228), а середній дохід на одну сім'ю — 80 518 доларів (медіана — 67 500). Медіана доходів становила 60 208 доларів для чоловіків та 33 947 доларів для жінок. За межею бідності перебувало 16,0 % осіб, у тому числі 17,3 % дітей у віці до 18 років та 7,5 % осіб у віці 65 років та старших.
Цивільне працевлаштоване населення становило 678 осіб. Основні галузі зайнятості: освіта, охорона здоров'я та соціальна допомога — 25,4 %, будівництво — 14,0 %, сільське господарство, лісництво, риболовля — 11,8 %.